# 6523 Clube
6523 Clube eller 1991 TC är en asteroid i huvudbältet som upptäcktes den 1 oktober 1991 av den australiensiske astronomen Robert H. McNaught vid Siding Spring-observatoriet. Den är uppkallad efter den brittiska astrofysikern Victor Clube.